# ۸۶ (مجموعه رمان)
۸۶ -هشتاد و شش- (ژاپنی: ۸۶-エイティシックス- هپبورن: Eiti Shikkusu) مجموعه لایت ناول علمی-تخیلی ژاپنی به نوشته آساتو آساتو و تصویرسازی شیرابی است که توسط اسکی مدیا ورکس از فوریه ۲۰۱۷ منتشر می‌شود.
یک اقتباس مانگا که توسط موتوکی یوشیهارا به تصویر کشیده شده بود، از فوریه ۲۰۱۸ تا ژوئن ۲۰۲۱، در مجلهٔ یانگ گان‌گان متعلق به اسکوئر انیکس به صورت سریالی همراه با سه مجموعه اسپین‌آف به چاپ رسید. یک مجموعه تلویزیونی انیمه ۲۳ قسمتی نیز توسط استودیوی ای-۱ پیکچرز و به کارگردانی توشیماسا ایشی دستمایه اقتباس قرار گرفت که از آوریل ۲۰۲۱ تا مارس ۲۰۲۲ پخش شد.

## داستان
جمهوری سان ماگنولیا نه سال است که با امپراتوری گیاد در جنگ است. جمهوری تصمیم می‌گیرد برای مقابله با لژیون‌های دشمن، واحدهای خودمختار خود را بفرستد که از راه دور توسط یک هدایت کننده (Handler) هدایت می‌شود. در حالی که عموم مردم بر این باورند که جنگ، بین ماشین‌ها است نه بین انسان‌ها، در حقیقت واحدهای خودمختار جمهوری توسط انسان‌ها هدایت می‌شوند که همه آنها «۸۶» نام دارند که آنها، اقلیت Colorata هستند که توسط دولت از جامعه طرد اجباری شدند. Colorata توسط دولت مورد آزار و اذیت نژادپرستانه قرار گرفتند تا جایی که Colorata در بین مردم غیرانسانی تلقی شد. گردان ۸۶ مجاز به داشتن نام شخصی نبودند و در اردوگاه‌های داخلی در منطقه ۸۶ (همنام آن‌ها) طرد شدند. دولت آنها را مجبور می‌کند که در جنگ بجنگند.
سرگرد ولادیلنا «لنا» میلیزه، افسر نظامی در ارتش و یک هدایت‌گر (Handler)، کنترل گردان ۸۶ را برعهده می‌گیرد و متوجه این بدرفتاری‌ها می‌شود، او تصمیم می‌گیرد که این موضوع را افشا کند در حالی که با اعضای گردان ۸۶ نوعی ارتباط عاطفی برقرار کرده است.